# Vodní elektrárna Búrfell
Vodní elektrárna Búrfell (islandsky Búrfellsstöð nebo Búrfellsvirkjun) je vodní elektrárna na Islandu. Postavena byla v letech 1966-1969 firmou Landsvirkjun. Napájena je vodou z řeky Þjórsá. S výkonem 270 MW se jednalo až do roku 2008 o nejvýkonnější elektrárnu v zemi.